# Orden de Clérigos Regulares
La Orden de Clérigos Regulares (Ordo Clericorum Regularium, C. R.), cuyos miembros son comúnmente conocidos como teatinos (vulgo Theatinorum) o simplemente clérigos regulares, es una orden religiosa masculina de la Iglesia católica, formada por clérigos que profesan los votos de la vida religiosa.
La Orden fue fundada en Roma en 1524 por  san Cayetano de Thiene, Juan Pedro Carafa, (después papa Paulo IV), Bonifacio de Colle y Pablo Consiglieri, para restaurar entre los eclesiásticos la forma de vida apostólica y promover la santidad del estado sacerdotal mediante la profesión de los tres votos religiosos.

## Origen y fundación
En los días del Renacimiento, la necesidad de reforma en la Iglesia se iba haciendo cada vez más acuciante. El papa Julio II había reunido en 1512 el V Concilio de Letrán, con el deseo de promover una reforma de costumbres. Pero la legislación conciliar quedó en letra muerta a causa de la corrupción que contaminaba amplios sectores eclesiásticos.
El Oratorio del Amor Divino, fundado en 1516 en Roma por Cayetano de Thiene sobre el modelo de los que ya funcionaban en Italia, apareció en la Ciudad Eterna como una institución compuesta por eclesiásticos y seglares. Pronto comprendió Cayetano que la acción del Oratorio sería insuficiente para atajar los graves males de la Iglesia. Por otra parte, consideraba que el quicio de la reforma estaba en el clero, sumido en la codicia y frivolidad. Madurando, pues, una restauración a fondo del carácter del sacerdocio, concibió la idea de vivir en el estado eclesiástico la profesión de los tres votos religiosos, y a este fin decidió fundar una congregación o compañía de sacerdotes que llevaran vida común, bajo la obediencia a un prepósito y la dependencia inmediata de la Santa Sede. En el ambiente del Oratorio halló Cayetano a sus primeros colaboradores. Entre ellos, la prestigiosa figura de Juan Pedro Carafa, obispo de Chieti (en latín Teate), antiguo nuncio en Inglaterra (1513) y vicecapellán mayor de Carlos V por el reino de Nápoles (1517). Seducido por los ideales de Cayetano, le suplicó que le admitiera en la nueva fundación. Carafa prestó a la orden su enorme erudición, su profunda experiencia curial y diplomática, y su dinamismo batallador en defensa de los intereses de la Iglesia. El nombre latino de su cargo episcopal brindaría la denominación popular a la nueva orden.

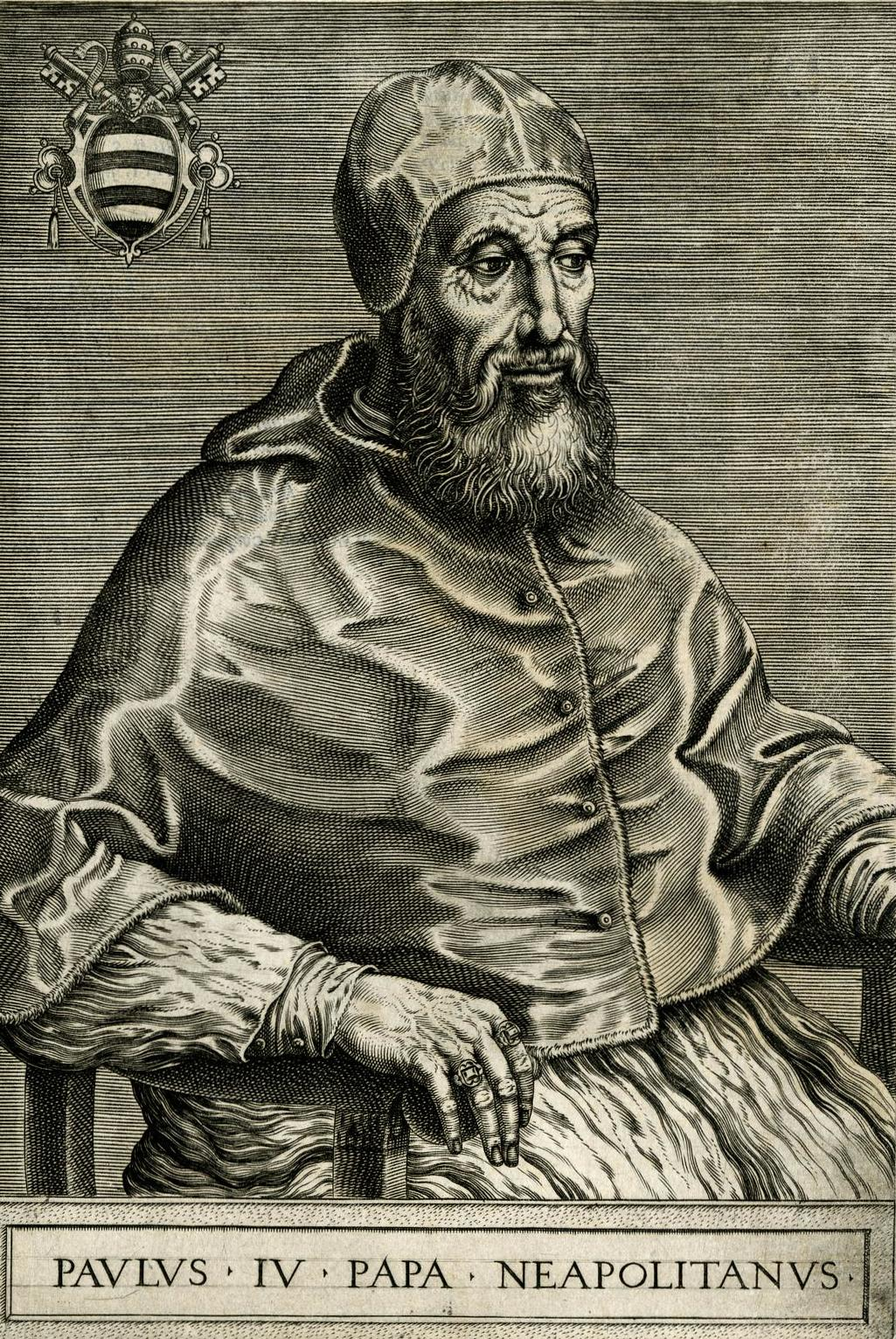
El papa Paulo IV, que, antes de serlo y, como Juan Pedro Carafa (Gian Pietro Carafa), obispo de Chieti, participó en la fundación de los teatinos.

Pese a la fuerte oposición de la Curia, Clemente VII aprobó la nueva congregación por el Breve Exponi nobis el 24 de junio de 1524. Los cuatro fundadores tuvieron especial interés en celebrar una ceremonia fundacional sobre el sepulcro de san Pedro, escogiendo para ello la fiesta de la Exaltación de la Santa Cruz. Reunidos en la mañana del 14 de septiembre de ese año, en la capilla de San Andrés, en la Basílica Vaticana, asistieron a la misa que celebró, como legado especial de Clemente VII, Giovanni Battista Bonziano, obispo de Caserta y prodatario del Papa. Después se trasladaron al altar papal. Sentado el obispo en su sede, el notario Esteban de Amanis dio lectura al Breve pontificio. Luego, cada uno de los fundadores, que en la víspera habían renunciado ante el mismo notario a todos sus bienes, pronunció a los pies del Comisario papal la fórmula de profesión religiosa, escrita en una cédula firmada que depositaron sobre el altar de san Pedro. Todos recibieron la sotana teatina de manos del Legado, el cual impartió su bendición a los fundadores, y les rogó que, a tenor del breve papal, alejados un poco de la concurrencia, procedieran a la elección del prepósito. Esta recayó en Juan Pedro Carafa, que desde aquel instante pasó a ser cabeza de la comunidad.

## Propagación en Europa
El Saco de Roma (1527) obligó a los teatinos a abandonar la ciudad; y el 17 de junio Venecia recibía a los 12 miembros de que constaba la Congregación. Tras un trienio de gobierno, Carafa cedió la dirección a Cayetano, nombrado por el capítulo nuevo prepósito. Un breve de Clemente VII, fechado en Bolonia el 11 de febrero de 1533, pidió a los teatinos a que aceptaran una fundación en Nápoles, solicitada por la ciudad. La comunidad, que contaba ya más de 30 miembros, comisionó a Cayetano y Marinoni como adelantados de la fundación, enviándose después nuevos refuerzos. El crecimiento de la Orden fue, en un principio, más bien lento, debido al criterio de rigurosa selección que imperó desde la época fundacional; más que el número, Cayetano y Carafa preferían la calidad. Cuando en 1555 Carafa fue elegido papa con el nombre de Paulo IV, asumió el gobierno directo de la Orden y se suspendieron temporalmente los capítulos anuales. El Papa llamó a Roma a sus hermanos y les asignó la iglesia de San Silvestre del Quirinal, de la que tomaron posesión en 1557. A partir de esta fecha la Orden incrementó su desarrollo en Italia, debido, en gran parte, al celo del beato Pablo Burali y de san Andrés Avelino. En 1570, San Carlos Borromeo les reclamó en Milán. A mediados del siglo XVII eran más de 50 las casas de teatinos en Italia, que constituían cuatro provincias regulares.
España fue la primera nación que acogió a los teatinos fuera de Italia, cuando llegó a Madrid el padre Plácido Frangipane Mirto en calidad de confesor y teólogo del Embajador de Polonia. Muy estimado de Felipe IV, trabajó en la fundación de una comunidad teatina en la capital española, establecida en 1629 en la iglesia del Hospital de los italianos, y trasladada en 1644 al templo de Nuestra Señora del Favor, en la calle de Embajadores. El mismo Plácido Mirto patrocinó la fundación de la casa de santa Isabel en Zaragoza (1630) y la de la Expectación y San Matías en Barcelona (1632), y el Colegio de Alcalá de Henares. El padre Jerónimo Abarrátegui fundó en 1683 el Colegio de Salamanca, y el padre José Guío, en 1721, la Casa de Palma de Mallorca. Llamados por el cardenal Mazarino, los teatinos establecieron en París la Casa de Santa Ana la Real (1644). Portugal los acogió en Lisboa gracias a la protección del rey Juan IV, que les construyó en 1648 la iglesia de santa María de la Providencia. Los príncipes electores de Baviera llamaron a Múnich a los teatinos (1663) y levantaron un suntuoso templo en honor de san Cayetano. Invitado por el conde Martinitz se establecieron en Austria, siendo su primer prepósito el padre Cayetano, conde de Trautmansdorff. Más tarde fundaron casa en Praga (1691), en Salzburgo (1684) y en Varsovia.

## Expansión misional
Se inició en 1626 con una primera misión en la Europa oriental, de religión mayoritariamente ortodoxa. El 2 de diciembre los padres Pedro Avitabile, Antonio Ma Ardizzone y Francisco Manco embarcaban en Mesina hacia Georgia, Mingrelia, Armenia y los reinos de Imericia y el Guriel, logrando, entre otros frutos, la conversión de sus reyes y obispos ortodoxos, que reconocieron a Urbano VIII como vicario de Cristo. En 1630 partieron al frente de una segunda expedición José Giudice y Arcangelo Lambertini. Vuelto el padre Avitabile a Roma, obtuvo en 1639 del Capítulo General la aprobación de sus planes apostólicos, y en compañía de los padres Manco y Ardizzone se dirigió a las Indias portuguesas, llegando a Goa el 15 de octubre de 1640. En 1721, gracias al celo del padre Carlos Fidel, los primeros indígenas vistieron la sotana teatina. Los padres Agustín Barreto y Cayetano Astiano intentaron pasar a Borneo, no pudiendo lograr sus propósitos, pero sí el padre Antonio Ventimigla, primero que penetró en la isla para predicar en ella el Evangelio.

## Otras actividades
«Ninguna función, obra o ministerio eclesiástico se puede decir que nos pertenece de un modo especial. Por tanto, debemos considerar como propio de nuestro estado cualquier función o ministerio eclesiástico, principalmente si a él nos impulsa la obediencia o la caridad». Estas palabras del artículo 2 de las Constituciones revelan el carácter eminentemente sacerdotal de los teatinos, asignándoles el amplio campo de apostolado que la Iglesia señala a sus ministros. 
Como personalidades teatinas destacan dos santos, tres beatos y siete venerables. Además de un papa, Paulo IV (1555-59), han sido teatinos nueve cardenales y más de 300 obispos. En las ciencias sagradas destacaron escrituristas, como Antonio Agelio y Luis Novarino; liturgistas, como Francisco Ma Maggio y Cayetano Merati; místicos, como San Andrés Avelino y Lorenzo Scupoli; numerosos teólogos, moralistas, canonistas, historiadores y mariólogos, sin faltar célebres oradores, entre los que se cuentan Francisco Antonio de Escandón, predicador de Felipe V, más tarde arzobispo de Lima y virrey del Perú, y el padre Ventura de Ráulica, que predicó cuatro veces la Cuaresma en la Basílica Vaticana y en las Tullerías ante Napoleón III. Fuera del ámbito puramente religioso, destacaron arquitectos, como Francisco Grimaldi, autor de la Capilla del tesoro de la catedral de Nápoles, y Guarino Guarini; astrónomos, como Giuseppe Piazzi, que descubrió en 1801 a «Ceres», el primero de los planetoides; físicos, matemáticos y pintores. En otros campos: Tomás Goldwell, obispo de S. Asaph en el País de Gales, y único prelado de Inglaterra que asistió al Concilio de Trento; Miguel Ghisleri, director espiritual de Juan B. Vives, al cual alentó para la fundación en Roma del Colegio de Propaganda Fide; el vasco Gaspar de Oliden, primer prepósito de la Casa de Palma de Mallorca y promotor del Voto de ánimas, y el padre Juan Gallifa, héroe en Barcelona durante la invasión napoleónica.

## Espiritualidad
«Si Dios me concede la gracia de poner ante los ojos de los sacerdotes seculares una familia claustral de clérigos religiosos, espero que la inocencia de éstos, su pobreza, su modestia, la santidad de su vida, harán el vicio odioso y moverán a los demás a la práctica de la virtud». Estas palabras de san Cayetano sintetizan las líneas maestras de la espiritualidad de la Orden. No trató de renovar la espiritualidad monástica o de las órdenes mendicantes, sino de entroncar con la forma de vida de los primeros cristianos.
San Cayetano, movido por la tendencia imperante en la época de remontarse a las fuentes, dirigió sus miradas a la primitiva vida apostólica, en cuyo espíritu y disciplina buscó el paradigma para la renovación del clero. Su obra fue algo nuevo en la Iglesia. No fue la restauración de la vida apostólica, tal como se entendía en los tiempos medios, comunidad de los obispos con sus presbíteros en los claustros de sus catedrales. Ni la fundación de una nueva Orden de frailes o de monjes, prohibida por el IV Concilio de Letrán (1215). La Bula de canonización y la oración colecta de su misa atribuyen a san Cayetano el haber restaurado la prístina forma de vida de los tiempos apostólicos, como instrumento para promover la santidad sacerdotal y poner en marcha la reforma de la Iglesia. 
Cuando fue necesario dar a estas ideas un cauce jurídico, vino a plasmarse definitivamente en una Orden religiosa; pero esta rompió los moldes preexistentes y dio origen a una nueva modalidad del estado religioso: los clérigos regulares, con una espiritualidad cuyas notas podrían resumirse así:
- Pobreza. La codicia era la raíz de todos los males (1 Tim 6,10). A ella quiso oponer san Cayetano un sacerdocio austero y desprendido. La Orden no podrá poseer bienes raíces, ni obtener beneficios eclesiásticos, y sus miembros no podrán dedicarse a la mendicación, viviendo únicamente de las limosnas ofrecidas espontáneamente por los fieles.

- Confianza en la Providencia. Esta fue la preciada herencia que el fundador transmitió a su Orden. La doctrina del sobrenaturalismo cristiano, basada en el capítulo VI del evangelio de san Mateo, oscurecida por el humanismo antropocentrista, ofrecerá la fórmula de una piedad optimista y esperanzadora, al par que brindará la norma programática de la Orden: «Buscad primero el Reino de Dios y su justicia, y todo lo demás se os dará por añadidura».

- Decoro y fervor en el culto litúrgico. En el plan de reforma de los teatinos quedó integrado el esplendor de la liturgia como expresión de la vida de la Iglesia y troquel de la santidad sacerdotal. Las casas de la Orden serán colegiatas, con rezo coral diario del Oficio Divino y misa conventual, que será solemne los domingos y festividades. Las Constituciones prescriben el decoro de los templos y la majestad de los sagrados ritos.

- La «devotio moderna» influyó notablemente en la gestación de la reforma católica. Los teatinos cimentaron su obra de renovación del clero sobre esta espiritualidad.

## Restauración de la Orden
Las leyes persecutorias que se fueron implantando en diversos Estados contra las órdenes religiosas causaron también a los teatinos graves quebrantos. Obligados los religiosos a abandonar sus conventos, a principios del siglo XX la Orden sólo contaba con unas pocas casas en Italia. San Pío X se impuso la tarea de restaurar la primera de las órdenes de clérigos regulares, y encomendó la empresa al cardenal Vives y Tutó, Prefecto de la Congregación de Religiosos. 
España jugó un papel decisivo en esta restauración. El padre Miguel I. Cerdá (m. 1935), superior de la congregación de San Alfonso María de Ligorio, cuyos miembros son comúnmente llamados “ligorinos” y que es una congregación de derecho diocesano de Mallorca, logró su incorporación en bloque a la Orden teatina. El 2 de febrero de 1910, Pío X erigía la provincia española de la Orden restaurada y recibía personalmente en el Vaticano la profesión religiosa del mismo Cerdá y de los padres Bartolomé Montserrat y Antonio Moner. Desde aquella fecha, la aportación de España al resurgimiento de la Orden ha sido constante. Se fundaron nuevas casas en Barcelona, Madrid, Béjar (Santuario del Castañar), Navarra (Monasterio de Iranzu) y Zaragoza. Se ha nutrido pródigamente de personal a la provincia italiana, y se han enviado numerosos contingentes de religiosos a las misiones del Colorado (EE. UU.) para personas de habla española. En 1946 se abrieron nuevas casas en la diócesis de La Plata (Argentina) y los teatinos españoles de Colorado establecieron varias parroquias en México. En 1958 un equipo de teatinos fundó varios centros misionales en Burundi (África). La provincia italiana aceptó nuevas fundaciones en Brasil.

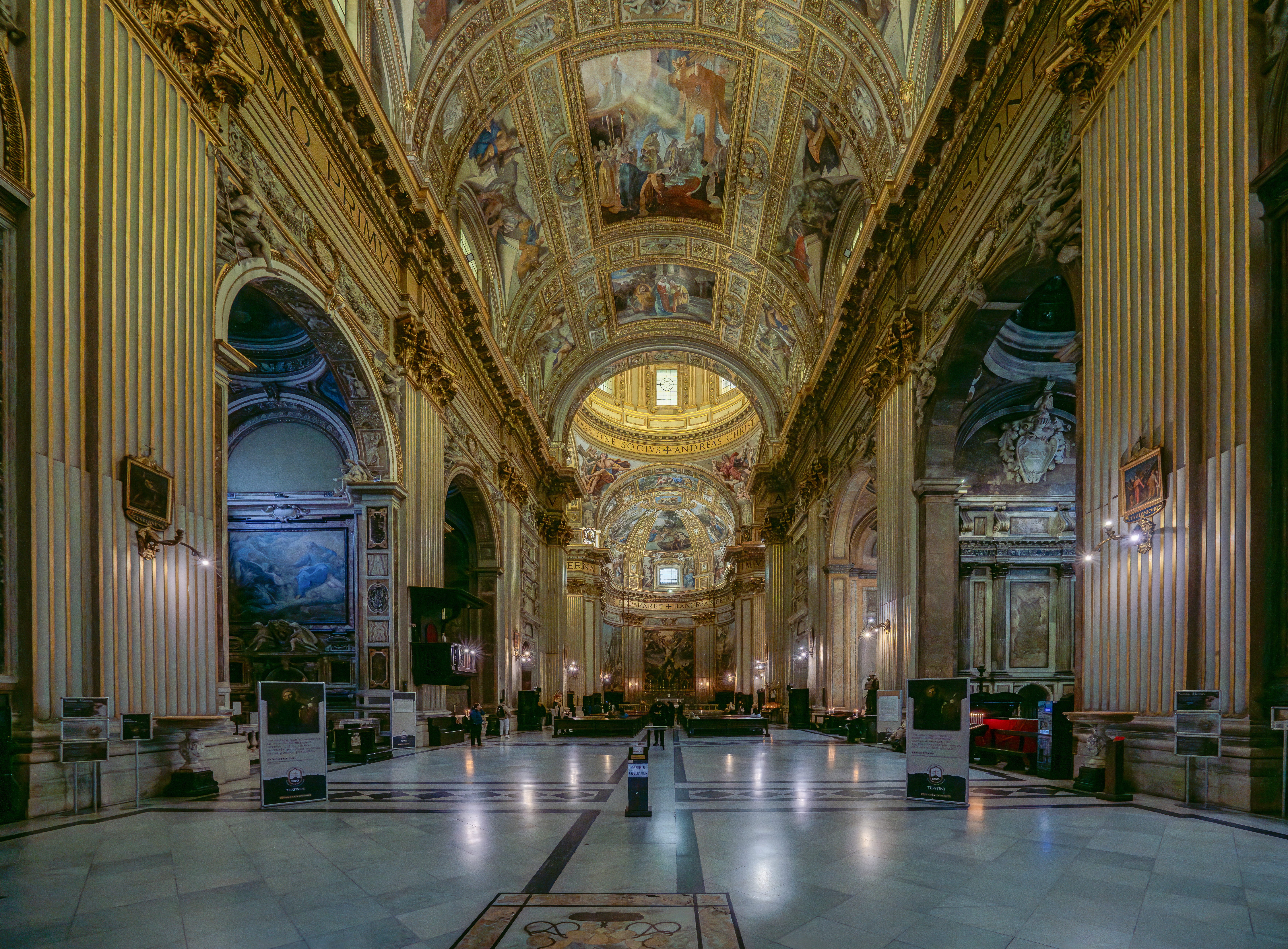
La basílica de San Andrés della Valle, iglesia de los teatinos en Roma.

## Curia General
La Curia General de la Orden está en la Basílica de San Andrés della Valle, en la Ciudad Eterna, con dirección postal en: Piazza Vidoni 6, 00186, Roma, Italia.

## Gobierno y organización actual
En sus comienzos, la Orden fue gobernada por los capítulos generales anuales. Cada casa gozaba de autonomía, con su noviciado y centro de estudios propio, gobernada por un prepósito con categoría de superior mayor. En 1588, reunido el capítulo general en Génova, recibió un breve de Sixto V en el que se imponía a la Orden un supremo moderador. Se eligió al padre Juan B. Milani, que fue el primer prepósito general. En 1559 se estableció que los capítulos generales sólo se reunieran cada tres años. En 1910, con motivo de la restauración, cambió el régimen, que es como sigue:
- El prepósito general ejerce en Roma, con su curia, el gobierno supremo.
- Las casas han perdido su autonomía y se agrupan en provincias. Al frente de cada una figura un prepósito provincial, con su curia. Cada provincia tiene su noviciado y sus casas de formación.
- Cada casa es gobernada por un prepósito, asistido por dos consultores.
- El capítulo general se reúne cada seis años.

En la actualidad, la orden se halla dividida en seis provincias: la italiana, la española, la brasileña, la argentina, la mexicana, la estadounidense. Además también hay teatinos en Colombia (que pertenecen a la provincia española). Las misiones Burundi dependen directamente de la Curia general. En 1973 los teatinos eran 191, de los que 134 eran sacerdotes.
En Argentina hay teatinos en la ciudad de La Plata (Provincia de Buenos Aires), Boulogne y Villa Adelina (Gran Buenos Aires). En esta última localidad se encuentra también la casa de formación. Desde 2005 asisten una extensa región rural con cabecera en la localidad de Empedrado (provincia de Corrientes).
En España hay presencia de la orden en Palma de Mallorca, Felanich (Islas Baleares), Madrid, Barcelona, Iranzu (Navarra) y Béjar (Salamanca).

## Hagiografía
En sus cuatro siglos de existencia, la Orden cuenta con tres santos, dos beatos y algunos venerables, además de otros religiosos teatinos fallecidos con fama de santidad. Han sido canonizados el fundador, san Cayetano de Thiene, san Andrés Avelino y san José Maria Tomasi. Han sido reconocidos como beatos:
- Juan Marinoni, bautizado como Francisco, nacido en Venecia en 1490, de una familia oriunda de Bérgamo. Ordenado sacerdote, fue nombrado en 1515 sacristán de la Basílica de San Marcos, y pocos años después, canónigo de la misma. Cuando, huyendo del Saco de Roma (1527), los teatinos establecieron en Venecia la segunda casa de la Orden, Marinoni renunció a su canonjía para ingresar en ella. Cambiando su nombre por el de Juan, recibió la sotana teatina de manos del mismo fundador, el 9 de noviembre de 1529. Plegándose a los deseos de Clemente VII, los teatinos decidieron aceptar, en agosto de 1545, la fundación de una casa en Nápoles, y comisionaron para llevarla a término a Cayetano y Marinoni. En trienios sucesivos se turnaron ambos en el gobierno de la Comunidad napolitana, para compartir después la gloria del mismo sepulcro. Características de Marinoni fueron su acendrada devoción a la Pasión de Cristo y su dedicación constante a la dirección espiritual de las almas. En su escuela se formaron Andrés Avelino, Pablo Burali y Jaime Tormo, a los que transmitió con fidelidad la herencia espiritual del fundador. Murió el 13 de diciembre de 1562, en la misma Casa de san Pablo de la que había sido cinco veces prepósito. Declarado beato en 1762 por decreto de Clemente XIII, su fiesta se celebra el 14 de diciembre.

- Pablo Burali d'Arezzo, nació en Itri (Italia) en 1511. Fueron sus padres Scipione Burali, gentilhombre del rey de España, y Victoria Olivers, dama de la nobleza catalana. En Bolonia se graduó en ambos derechos, y en Nápoles ejerció durante doce años la carrera de abogado. Hijo espiritual del P. Marinoni, ingresó en 1557 en la Casa teatina de san Pablo, cambiando su nombre de pila, Escipión, por el de Pablo. En 1560 fue nombrado prepósito de la Comunidad, y más tarde, la ciudad de Nápoles le envió como embajador a Madrid para entrevistarse con Felipe II. En abril de 1567 fue designado prepósito de san Silvestre de Roma. El papa Pío V en julio de 1568, le obligó a aceptar el obispado de Piacenza, diócesis que gobernó durante ocho años. Creado cardenal en mayo de 1570, tomó parte en el cónclave de 1572, que debía dar sucesor a Pío V. Elegido el cardenal Buoncompagni, como Gregorio XIII, quiso honrar a su antiguo alumno de la Universidad boloñesa nombrándole para la sede arzobispal de Nápoles, que ocupó hasta su muerte, ocurrida el 16 de junio de 1578. Fue beatificado por Clemente XIV en 1772. Su fiesta se celebra el 17 de junio.

- José María Tomasi-Caro. Nació en Licata, ciudad ribereña de Sicilia, el 11 de septiembre de 1649. Primer hijo varón de don Julio Tomasi-Caro y de Rosalía Traina, príncipes de Lampedusa, duques de Palma y barones de Montechiaro, títulos otorgados por los reyes de España por sus servicios. Se sintió atraído José María, desde su más tierna edad, al estado sacerdotal y a la vida litúrgica, interesándose por las ciencias sagradas, las funciones del culto divino, y las lenguas orientales. Renunció a los 16 años al mayorazgo que le correspondía en favor de su hermano Fernando, para vestir la sotana teatina en la Casa de san José de Palermo, emitiendo su profesión religiosa el 25 de marzo de 1666. Cursó en Roma los estudios eclesiásticos y celebró su primera misa la noche de Navidad de 1673. Durante 40 años vivió dedicado a la investigación bíblico-litúrgica y a los estudios teológico-patrísticos en las bibliotecas y archivos romanos. Fruto de su paciente labor fue la publicación de valiosas obras sobre la antigüedad cristiana como Codices Sacramentorum (1680), que comprende: el Sacramentario Gelasiano, el Missale Gothicum, el Missale Francorum y el Missale Gallicanum vetus; el Salterio según la doble edición, romana y galicana, con el Himnario y el Oracional (1683); el Responsorial y Antifonario de san Gregorio Magno (1686), y el famoso Leccionario de Alcuino (1691). Rehusó el capelo cardenalicio que le ofreció el papa Clemente XI, en el Consistorio de mayo de 1712. Obligado por la obediencia, aceptó la púrpura, y tomó posesión de su título presbiteral de san Silvestre y san Martín. Murió el 1 de enero de 1713 y fue beatificado por Pío VI el 29 de septiembre de 1803. Precursor y pionero de los modernos estudios bíblico-litúrgicos, Benedicto XIV escribió de él en un Breve: «Brilló con la lumbre de todos». El 12 de octubre de 1986, el Santo Padre Juan Pablo II, lo inscribe en el catálogo de santos.

En la Orden son tenidos como venerables: Pedro Avitabile (m. 1650), Francisco Manco y José Giudice, misioneros que llegaron hasta el extremo Oriente; Lorenzo Scupoli, conocido escritor ascético (m. 1610); Francisco Olimpio, napolitano, propagador de la devoción a la Virgen (m. 1639); Vicente Ma Morelli, arzobispo de Otranto (m. 1812), y el español Gaspar de Oliden, infatigable propagador de la devoción a las almas del purgatorio y del Voto en favor de las mismas (m. c. 1740).